# ISO/IEC JTC 1/SC 42
ISO/IEC JTC 1/SC 42, Umělá inteligence (Artificial intelligence, AI) je normalizační subkomise Společné technické komise ISO/IEC JTC 1, ISO (Mezinárodní organizace pro normalizaci) a IEC (Mezinárodní elektrotechnická komise). Cílem SC 42 je zaměření na normalizaci zájmů JTC 1 v oblasti Umělé inteligence.
.

## Normy publikované SC 42 a zavedené normy ČSN
SC 42 publikovala normy
- ČSN ISO/IEC 20546, Informační technologie ‒ Data velkého objemu ‒ Přehled a slovník;
- ISO/IEC TR 20547, Information technology ‒ Big data reference architecture;
- ISO/IEC TR 24028:2020, Information technology ‒ Artificial intelligence ‒ Overview of trustworthiness in artificial intelligence.

Aktuální seznam norem publikovaných SC 42 lze nalézt na webu .

## Umělá inteligence - Terminologické normy ČSN
ČSN ISO/IEC 2382-28: 1999
Informační technologie - Slovník - Část 28: Umělá inteligence - Základní pojmy a expertní systémy
I(nformation technology - Vocabulary - Part 28: Artificial intelligence - Basic concepts and expert systems)
ČSN ISO/IEC 2382-29: 2001
Informační technologie - Slovník - Část 29: Umělá inteligence - Rozpoznávání a syntéza řeči
(Information technology - Vocabulary - Part 29: Artificial intelligence - Speech recognition and synthesis)
ČSN ISO/IEC 2382-31: 2000
Informační technologie - Slovník - Část 31: Umělá inteligence - Strojové učení
(Information technology - Vocabulary - Part 31: Artificial intelligence - Machine learning)
ČSN ISO/IEC 2382-34: 2001
Informační technologie - Slovník - Část 34: Umělá inteligence - Neuronové sítě
(Information technology - Vocabulary - Part 34: Artificial intelligence - Neural networks)
ČSN EN ISO/IEC 22989: 2023 (pouze v angličtině)
Informační technologie - Umělá inteligence - Pojmy a terminologie umělé inteligence
(Information technology - Artificial intelligence - Artificial intelligence concepts and terminology)

## Pracovní skupiny (WG)
- WG 1	Základní normy
- WG 2	Data velkého objemu
- WG 3	Důvěryhodnost
- WG 4	Používané případy a aplikace
- WG 5	Výpočetní přístupy a výpočetní charakteristiky systémů s AI

## Společné pracovní skupiny (JWG)
- JWG 2 (ISO/IEC JTC 1/SC 42+SC 7) Textování systémů založených na AI
- JWG 3 (ISO/IEC JTC 1/SC 42+ISO/TC 215) Zdravotnická informatika umožněná AI
- JWG 4 (ISO/IEC JTC 1/SC 42+IEC/TC 65A) Funkční bezpečnost a AI systémy
- JWG 5 (ISO/IEC JTC 1/SC 42+ISO/TC 37) Zpracování přirozeného jazyka
- JWG 6 (ISO/IEC JTC 1/SC 42+ISO/CASCO) Schémata hodnocení shody AI systémů
- JWG 7 (ISO/IEC JTC 1/SC 42+ISO/TC 68) Umělá inteligence

Aktuální seznam pracovních skupin SC 42 lze nalézt na webu.

## Projekty
Tematika projektů rozpracovaných SC 42 zahrnuje např.:
- softwarové inženýrství ‒ klasifikace strojového učení;
- softwarové inženýrství ‒ kvalita systémů s AI;
- kvalita dat pro analýzu a pro strojové učení;
- funkční bezpečnost a systémy s AI;
- referenční architektura dat s velkým objemem;
- AI ‒ pojmy a terminologie;
- systémy s AI používající strojové učení;
- AI ‒ management rizika;
- proces rozhodování s pomocí AI;
- odolnost neuronových sítí;
- etické a sociální aspekty AI;
- výpočetní přístupy pro systémy s AI;
- správa a řízení důsledků používání AI organizacemi.

Aktuální projekty SC 42 lze nalézt na webu.

## Ilustrace k realizovaným systémům s AI

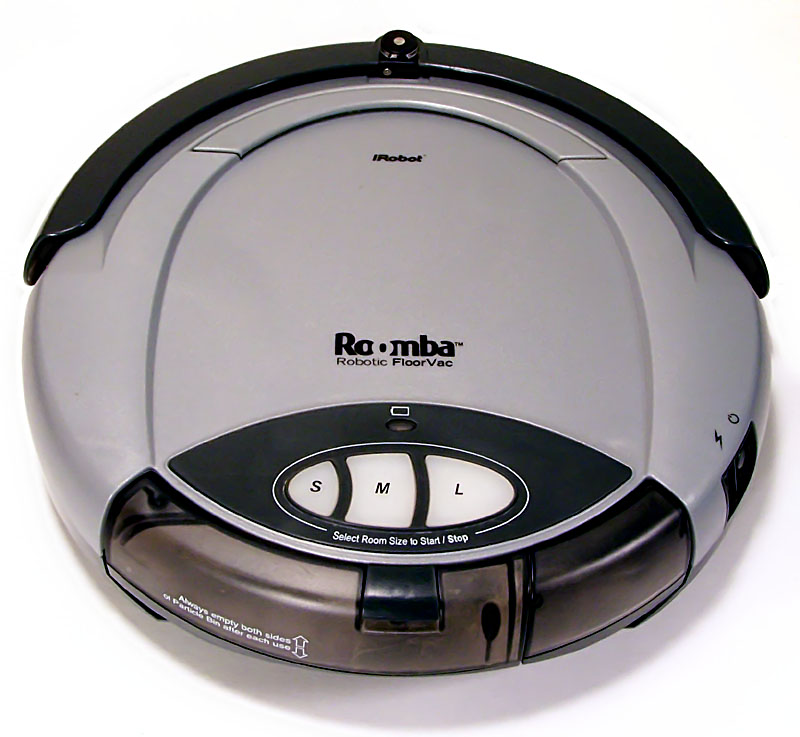
První generace zařízení „Robotic vacuum cleaner“. Robotické mopy (iRobot) již zahrnují chytrou laserovou navigaci, která určí aktuální polohu v místnosti a zbývající místa pro úklid
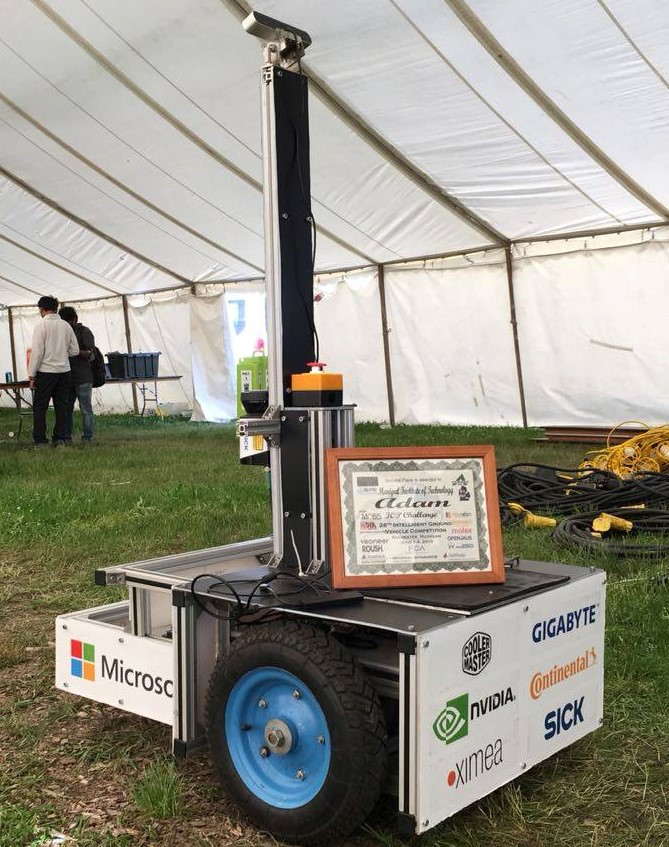
Robot Adam ‒ vítěz soutěže Intelligent Ground Vehicle Competition, USA, 2018
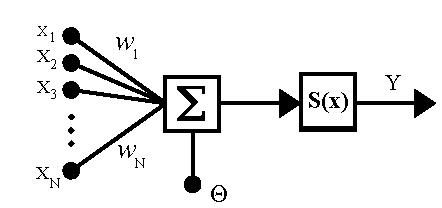
Model neuronu — stavební prvek neuronové sítě používané ve výpočetních modelech umělé inteligence
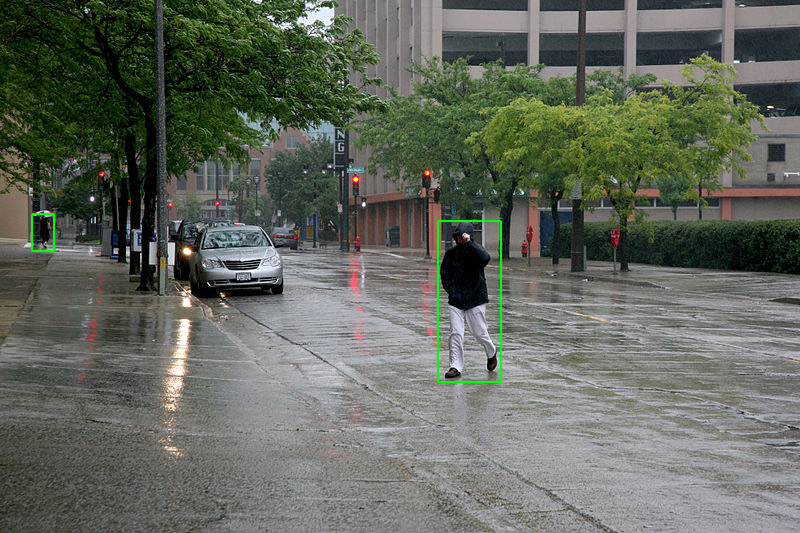
Detekce chodce vozidlem bez řidiče
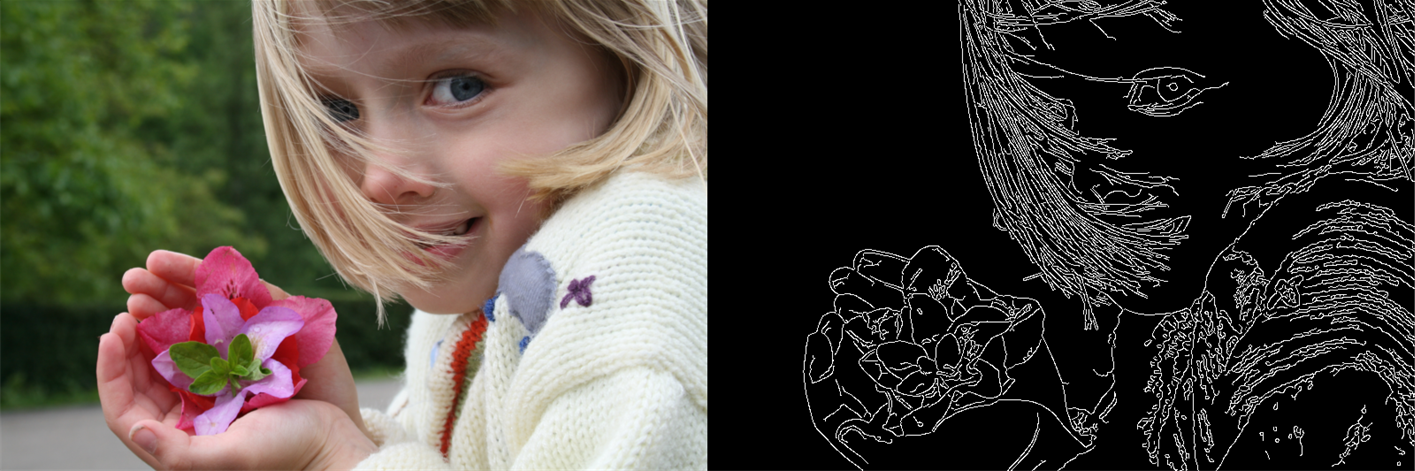
Algoritmus umělé inteligence pro získání kontur z fotografie
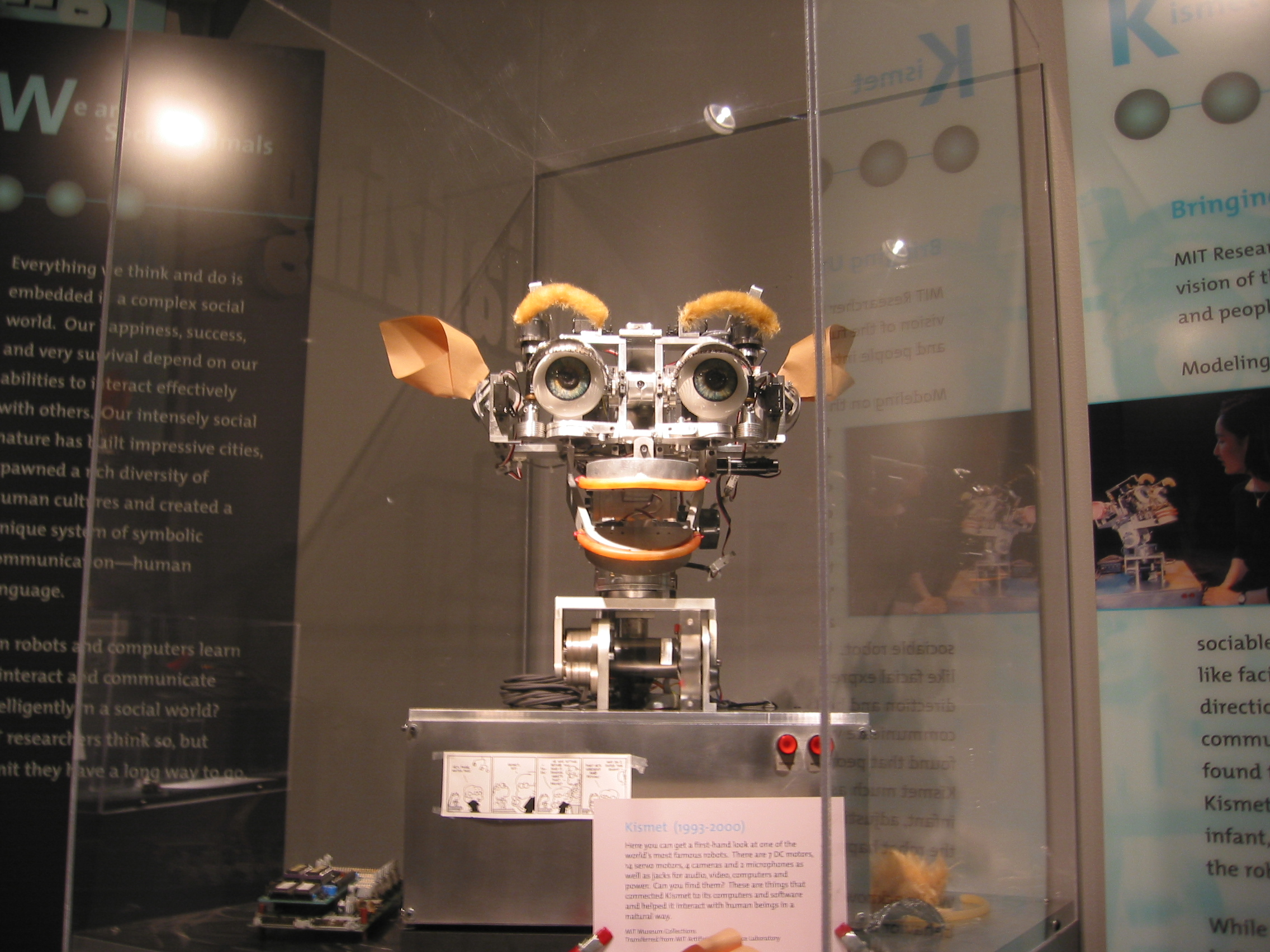
Robot Kismet se základní sociální inteligencí
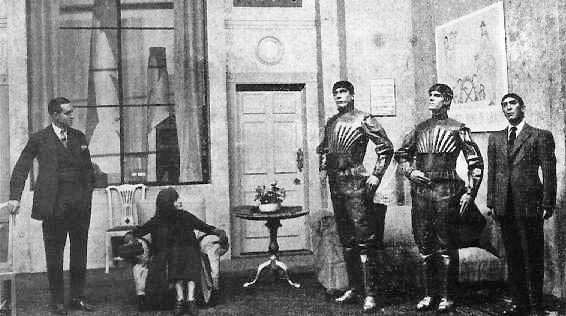
Tři roboti ve hře K. Čapka (1921)